# Gąskowo
Gąskowo est une localité polonaise de la gmina rurale de Dygowo, située dans le powiat de Kołobrzeg en voïvodie de Poméranie-Occidentale. Elle se situe à environ 11 km à l'est de la ville de Kołobrzeg et 110 km au nord-est de la capitale régionale Szczecin.

## Géographie

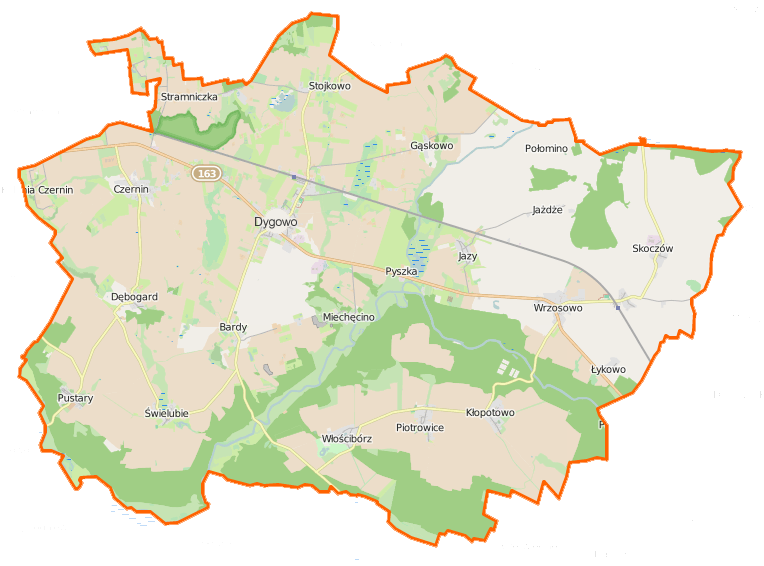
Carte de la gmina de Dygowo.